# Ourapteryx convergens
Ourapteryx convergens är en fjärilsart som beskrevs av W. Warren 1897. Ourapteryx convergens ingår i släktet Ourapteryx och familjen mätare. Inga underarter finns listade i Catalogue of Life.